# Trennung mit Hindernissen (2006)
Trennung mit Hindernissen (Originaltitel: The Break-Up) ist eine Tragikomödie aus dem Jahr 2006 von Peyton Reed mit Jennifer Aniston und Vince Vaughn in den Hauptrollen.

## Handlung
Gary Grobowski, ein in Chicago lebender Reiseführer eines Touristenbusses mit polnischer Abstammung, lernt beim Besuch eines Baseballspiels die in der Kunstgalerie von Marilyn Dean arbeitende Brooke Meyers kennen und sie beginnen eine Beziehung.
Als deren Familien sich einmal bei einem gemeinsamen Essen treffen, kommt es zum Streit. Gary sollte zwölf Zitronen besorgen, doch er bringt Brooke nur drei mit. Die vermeintliche Kleinigkeit deckt zahlreiche bisher nicht offen angesprochene Probleme in der Beziehung der beiden auf. Während des Essens wird auch deutlich, wie unterschiedlich die beiden Familien sind. Als Gary Brooke auch noch vor allen Leuten dafür kritisiert, dass er keinen Billardtisch in die nach den Regeln des Feng Shui eingerichtete Wohnung stellen darf und er sich nach dem Essen vor dem Abwasch drückt, kommt es zur Krise. Weder Gary noch Brooke wollen sich zuerst entschuldigen. Nach zahlreichen gegenseitigen Vorwürfen über Defizite in ihrer Beziehung beendet Brooke diese in der Hoffnung, dass Gary so zur Vernunft kommt und durch den Verlust merkt, dass er sich ändern muss. Der Schuss geht jedoch nach hinten los: Die Fronten verhärten sich zunehmend, aber keiner von beiden will die gemeinsame Wohnung verlassen.
Nach weiteren Streitereien trennen sie sich schließlich doch und die gemeinsam erworbene und eingerichtete Wohnung wird über einen befreundeten Makler verkauft. Nach ihrer Trennung treffen sich Gary und Brooke eines Tages zufällig auf der Straße wieder. Sie versprechen, sich in Zukunft wieder öfter zu sehen.

## Hintergrund
- Das Hoffnung beinhaltende Filmende entspricht nicht dem Originaldrehbuch und wurde nachträglich hinzugefügt.[3] Der ursprüngliche Plot sah vor, dass die einander zugefügten Verletzungen so schwerwiegend sind, dass eine Versöhnung nicht gelingen kann und die Trennung endgültig ist.
- Die Dreharbeiten fanden vom 20. Juni 2005 bis 23. August 2005 in Chicago statt.
- Kinostart in den USA war am 2. Juni 2006, in Deutschland am 10. August 2006.
- Die Produktionskosten wurden auf rund 52 Millionen US-Dollar geschätzt. Der Film spielte in den Kinos weltweit rund 205 Millionen US-Dollar ein, davon rund 119 Millionen US-Dollar in den USA und rund 9,8 Millionen US-Dollar in Deutschland.[4]

## Kritiken
- Cristina Nord, Die Tageszeitung, schrieb am 18. Juli 2006, dass sie den Film als „Dutzendware“ und „langweilig“ empfindet. Zudem sei „seine Auffassung von Partnerschaft und Geschlechterrollen deprimierend“.[5]

- Birgit Roschy empfand es am 10. August 2006 auf stern.de als „traurig, wie sich die sympathischen Darsteller fertig machen müssen“. Sie folgerte: „Männer werden das halbgare Dramolett mit einem Gefühl unbestimmter Genervtheit betrachten, Frauen mit einem Kloß im Hals.“[6]

- Lexikon des internationalen Films: „Lahmes, wenig überzeugendes Beziehungsdrama, das es nicht versteht, aus den genrebedingten Möglichkeiten unterhaltsames Kapital zu schlagen.“[7]